# Кудеверский район
Кудеверский район — административно-территориальная единица в составе Ленинградской, Калининской, Великолукской и Псковской областей РСФСР, существовавшая в 1927—1931 и 1935—1958 годах.

## Район в 1927—1931 годах
Кудеверский район в составе Псковского округа Ленинградской области был образован в 1927 году. В район вошло 11 сельсоветов: Аксеновский, Бардовский, Безладовский, Волковский, Выдумский, Духновский, Кудеверский, Кунинский, Савкинский, Самсоновский, Шапкинский.
В 1930 году в результате ликвидации окружного деления Кудеверский район перешёл в прямое подчинение Ленинградской области.
В 1931 году Кудеверский район был упразднён, а его территория передана в состав Новоржевского района.

## Район в 1935—1958 годах
Вторично Кудеверский район в составе Великолукского округа Калининской области был образован в 1935 году. В район вошло 11 прежних сельсоветов.
В 1937 году район был передан в Опочецкий округ Калининской области.
В 1939 году в Кудеверский район из Пустошкинского был передан Монинский с/с.
В 1941 году район был передан непосредственно в Калининскую область.
В 1944 году район вошёл в состав Великолукской области.
В 1954 году Безладовский с/с был присоединён к Аксеновскому, Савкинский — к Бардовскому, Волковский — к Духновскому, Шапкинский — к Кунинскому.
В 1957 году район вошёл в состав Псковской области.
В 1958 году Кудеверский район был упразднён, а его территория разделена между Бежаницким (Аксеновский, Выдумский, Кудеверский с/с), Опочецким (Духновский, Кунинский с/с), Пустошкинским (Бардовский, Монинский с/с) и Новоржевским (Самсоновский с/с) районами.